# Balada Sertaneja
Balada Sertaneja é o primeiro álbum solo do cantor e compositor brasileiro Michel Teló. Lançado em 2009 pela Panttanal, sendo produzido por Ivan Myazato. O álbum contou com apenas dois singles, "Ei, Psiu! Beijo Me Liga" e "Amanhã Sei Lá".

## Faixas
| #   | Título                                                      | Compositor                                                    | Tempo                  |
| --- | ----------------------------------------------------------- | ------------------------------------------------------------- | ---------------------- |
| 1   | "Larga de Bobeira"                                          | Daniel E Fabio                                                | 4:36                   |
| 2   | "Ei, Psiu! Beijo Me Liga Part.João Bosco & Vinícius"        | Daniel,Diego Damasceno E Teo                                  | 2:43                   |
| 3   | "Faz de Difícil"                                            | Daniel E Diego Damasceno                                      | 2:52                   |
| 4   | "Orelhão"                                                   | Alcebias Flausino ,Douglas Mello, Flavinho Tinto E Nando Marx | 3:10                   |
| 5   | "Amanhã Sei Lá"                                             | Douglas Mello,Flavinho Tinto E Nando Marx                     | 3:08                   |
| 6   | "Seu Coração Não Tem Dó do Meu / Eu Hoje Entrego Os Pontos" | (Cezar,Elias Muniz E Fátima Leão )(Sergio Ovelar)             | 3:39                   |
| 7   | "Ponto Certo"                                               | Daniel E Diego Damasceno                                      | 3:15                   |
| 8   | "Gotas de Água Doce"                                        | Dudu Borges,Juanes E Michel Teló                              | 3:05                   |
| 9   | "Explodiu"                                                  | Julio Camargo                                                 | 2:49                   |
| 10  | "Você Vai Pirar"                                            | Alexandre Peixe E Beto Garrido                                | 3:00                   |
| 11  | "Horizonte"                                                 | Persinho E Teo                                                | 3:45                   |
| 12  | "Balada Sertaneja"                                          | Daniel,Diego Damasceno,Johny Rodrigues E Teo                  | 3:47                   |
| 13  | "Cai Na Real / Não Olhe Assim"                              | (Joao Oliveira) (Cesar Augusto) (Cesar Rossini)               | 3:38                   |
| 14  | "Assume Logo"                                               | Gerson Douglas/Teo                                            | 2:44                   |
| 15. | "Cilada"                                                    | Daniel/Diego Damasceno E Fabio                                | 2:32                   |
| 16  | "Pai, Mãe"                                                  | Fabio E Renato Barros                                         | 3:16                   |
| 17  | "Ei, Psiu! Beijo Me Liga"                                   | Daniel,Diego Damasceno E Teo                                  | 2:41                   |
|     |                                                             |                                                               | Duração Total =' 51:20 |